# Le Quillio
 Le Quillio (en bretó Ar C'hillioù) és un municipi francès, situat a la regió de Bretanya, al departament de Costes del Nord. L'any 2006 tenia 534 habitants.

## Demografia
| 1962                                       | 1968 | 1975 | 1982 | 1990 | 1999 |
| ------------------------------------------ | ---- | ---- | ---- | ---- | ---- |
| 634                                        | 706  | 657  | 613  | 542  | 554  |
| Des de 1962: població sense dobles comptes |      |      |      |      |      |

## Administració
| Període   | Identitat                | Partit |
| --------- | ------------------------ | ------ |
| 2001-2008 | Marie-Thérèse Le Pottier |        |
| 2008-     | Xavier Hamon             |        |